# 泊郵便局 (青森県)
泊郵便局（とまりゆうびんきょく）は青森県上北郡六ヶ所村泊にある郵便局。民営化前の分類では無集配特定郵便局であった。

## 所在地
住所：〒039-4301 青森県上北郡六ヶ所村大字泊字川原186-1

## 沿革
- 1881年（明治14年）8月1日 - 泊村郵便局として開局。
- 1912年（大正元年）12月16日 - 電信・電話が開通。
- 1939年（昭和14年）1月1日 - 局舎新築落成。
- 1943年（昭和18年）6月30日 - 電信電話交換台が設置される。
- 1975年（昭和50年）3月19日 - 電信電話業務が新設の電電公社六ヶ所電報電話局[1]に移管し、電話交換業務が自動化。
- 2007年（平成19年）3月5日 - 集配業務を廃止し、平沼郵便局へ移管[2]。

## 取扱内容
- 郵便、印紙、ゆうパック、内容証明
- 貯金、為替、振替、振込、国際送金、国債
- 生命保険、バイク自賠責保険、がん保険、引受条件緩和型医療保険
- 宝くじの販売
- ゆうちょ銀行ATM

## 周辺
- 明神川
- 六ヶ所村役場泊支所
- 太平洋
- 六ヶ所村立泊小学校
- 六ヶ所村立泊中学校

## アクセス
- 下北交通バス「泊線」・「六ヶ所線」で、「泊砂森」停留所下車後、徒歩約225m・約4分。
- 駐車場あり：3台

## 参考資料
- 『六ヶ所村史 年表』（六ヶ所村・1997年4月30日発行）の80ページから202ページ（平成7年分まで）。